# Knínice (district de Jihlava)
Pour les articles homonymes, voir Knínice.
Knínice (en allemand : Kinitz) est une commune du district de Jihlava, dans la région de Vysočina, en République tchèque. Sa population s'élevait à 194 habitants en 2024.

## Géographie
Knínice se trouve à 15 km au sud-est de Telč, à 34 km au sud de Jihlava et à 138 km au sud-est de Prague.
La commune est limitée par Červený Hrádek au nord, par Krasonice au nord et à l'est, par Radkovice u Budče au sud-est, par Lomy au sud, par Budeč et Horní Slatina au sud-ouest, et par Hříšice à l'ouest.

## Histoire
La première mention écrite de la localité date de 1262.

## Galerie

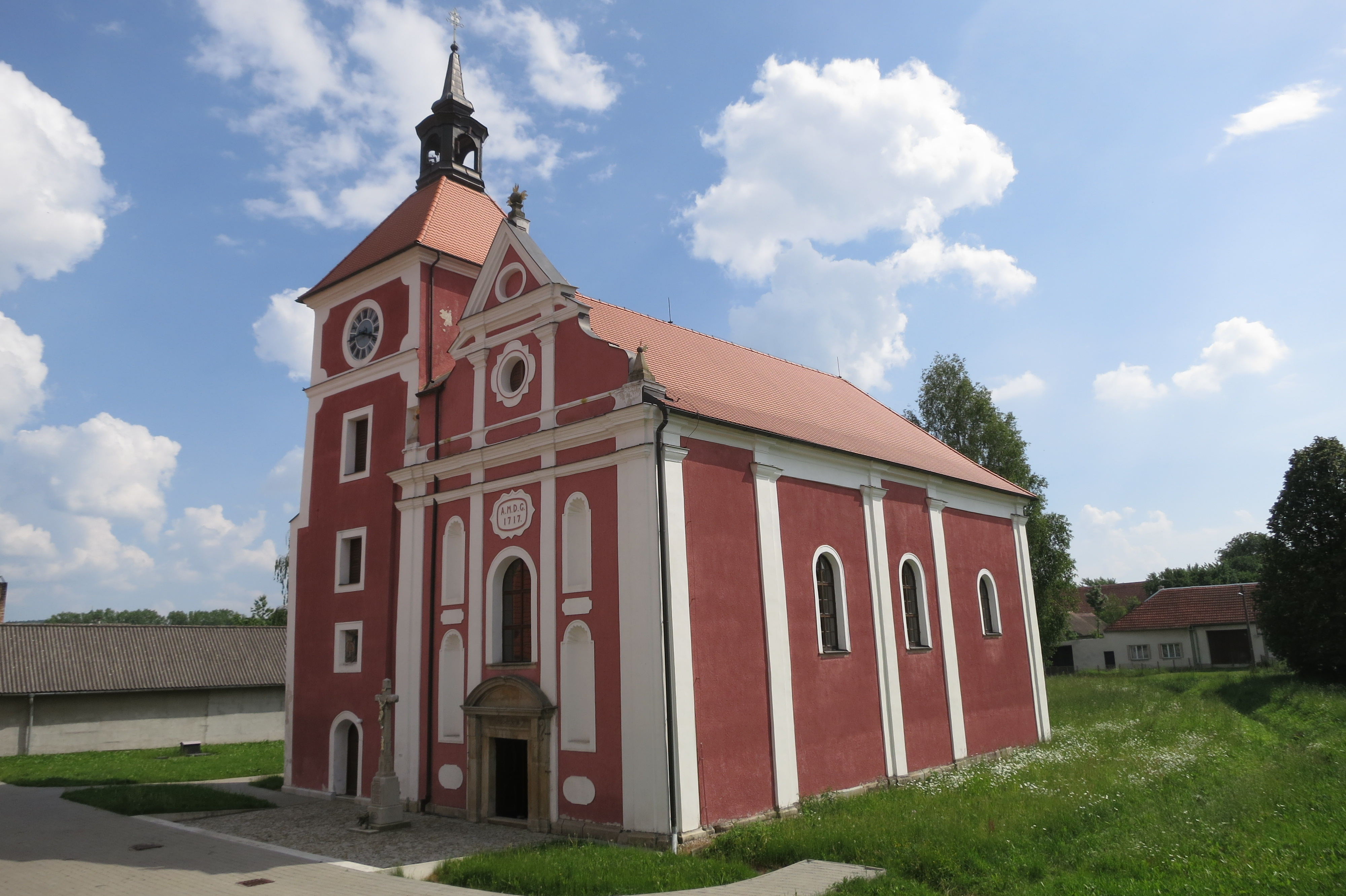
Église de l'Exaltation de la Sainte-Croix.
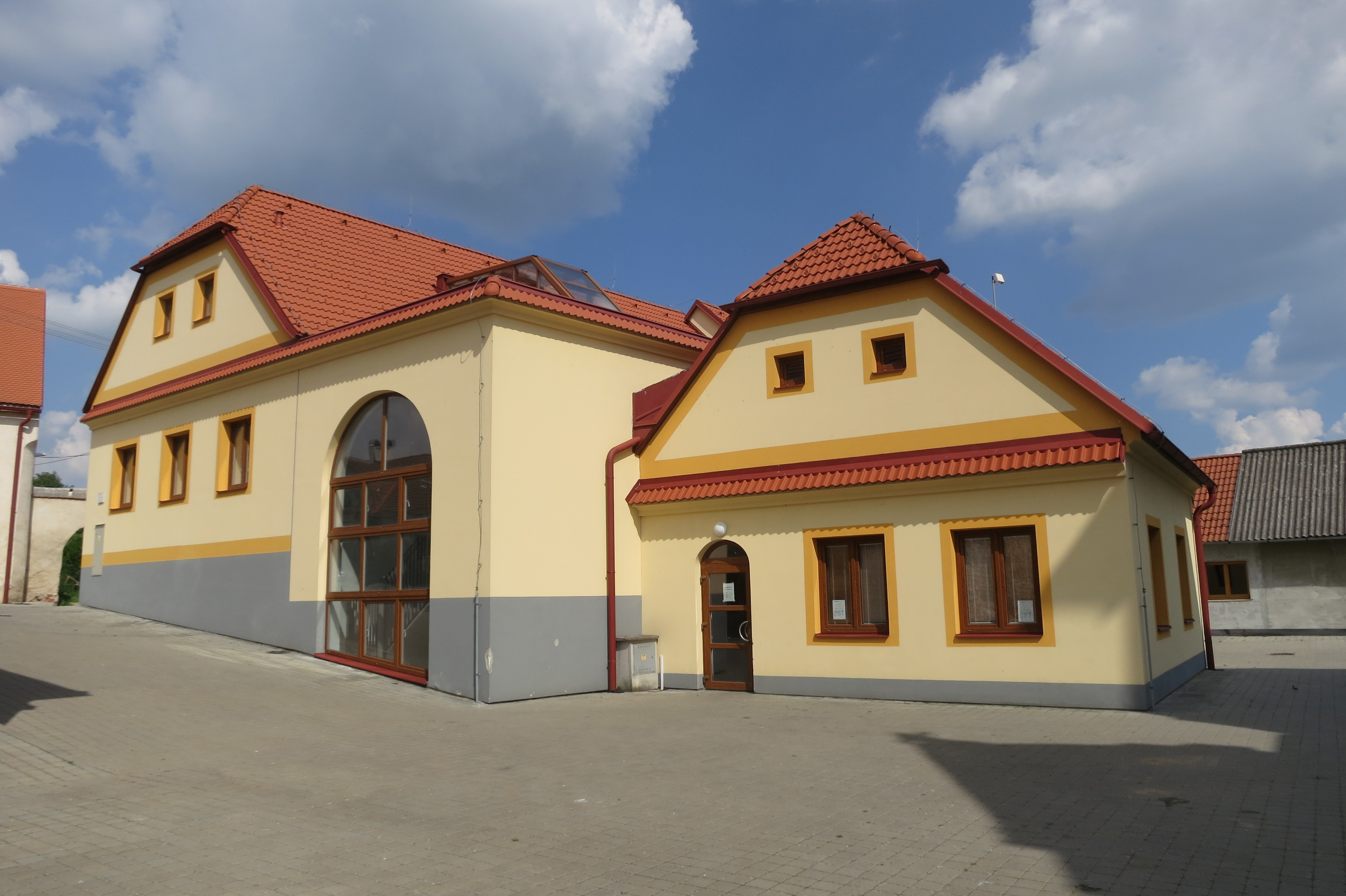
Knínice : la mairie.

## Administration
La commune se compose de deux sections :
- Knínice
- Bohusoudov

## Transports
Par la route, Knínice se trouve à 18,5 km de Telč, à 39 km de Jihlava et à 170 km de Prague.